# Luis Ángel Márquez
Luis Ángel Márquez Vicente (Lanús, Buenos Aires, Argentina, 31 de diciembre de 1955), más conocido artísticamente como Luis Ángel es un cantautor y músico argentino de famosas baladas románticas, además es el compositor más grabado por cantantes de salsa romántica.

## Inicios de su trayectoria artística
En un pequeño barrio de la ciudad de Lanús, provincia de Buenos Aires, nace un 31 de
diciembre, Luis Ángel Márquez, hijo de Ángela Vicente y Alfredo
Márquez. 
Desde temprana edad Luis Ángel comenzó a tomar clases de música con la profesora Gladys
Viñayo del Conservatorio Nacional Argentino, graduándose a los doce años de edad, como
profesor de acordeón a piano, teoría y solfeo.
En su adolescencia, incursionó en varios grupos musicales, hasta que consiguió con su
agrupación llamada “Verano”, el primer contrato discográfico y varios éxitos a nivel nacional
con canciones muy populares que interpretaban en sus conciertos.
En el año 1980 Luis Ángel decide dar un gran cambio a su vida, y es así que deja su natal
Argentina, su familia, y emprende un largo y sinuoso camino como dijeron Los Beatles, hacia
la ciudad de México, soñando con la posibilidad de que en ese gran país tan competitivo
musicalmente, pudiera tener suerte y oportunidad para mostrar su talento, sus composiciones
y su voz, que hasta el momento no habían tenido grandes posibilidades de ser expuestas
internacionalmente.

## Llegada a México y su Primer Álbum
A los tres meses de su llegada a México, Luis Ángel tiene la fortuna de comenzar a grabar su primer álbum, con composiciones propias y algunas del maestro Horacio Lanzi quién fuera el primer productor que tuvo Luis Ángel en el principio de su carrera como cantautor. De ese trabajo, se extrajo la canción “Llorarás” y luego “Pero tú no estás” del propio Luis Ángel, convirtiéndose en pocos meses en éxitos radiales a nivel nacional. Gracias al éxito obtenido con su primer trabajo, la compañía, sugiere a Luis Ángel, irse a grabar a Los Ángeles, California, con la intención de conseguir un sonido diferente, con otros músicos, en diferentes estudios, y tratar de lograr un producto más competitivo a nivel internacional.
“Yo mismo” se tituló este segundo trabajo presentado al mercado, de dónde despegaron éxitos como “Lluvia”, “No hieras mi vida”, “Y es que llegaste tú”, composiciones que lo llevan a recorrer los Estados Unidos, a Centro y a Sud América, mostrando así el principio de sus trabajos musicales a nivel internacional. En 1985 Luis Ángel es contratado por Herb Alpert, en Los Ángeles California, para la compañía A&M Records. El primer trabajo para esta compañía se tituló “Amar a muerte” consiguiendo éxitos como “Tú me quemas”, “Dicen que dicen”, “Amar a muerte” y “Nadie mejor que tú”, canciones en donde Luis Ángel demuestra su potencial como compositor e intérprete.

## Impacto en la salsa
Para 1986 ocurre un gran fenómeno en el género musical de Salsa. Este género resurge con
nuevas letras y melodías más actuales y accesible para los adolescentes de los 80’s, y esto se
debe a las composiciones de Luis Ángel, que para 1987 se convirtió en el autor más grabado
por los intérpretes del género de Salsa, y al día de hoy su composición “Lluvia” es la canción
que más ha vendido en la historia de la Salsa.
El salsero Eddie Santiago es el que más ha grabado sus canciones en versión salsa, tales como Lluvia, Tú Me Quemas, Todo Empezó, Un Amor Que Termina Así, Fantasía Herida, Tú Me Haces Falta, Amar A Muerte, Que Haré Sin Ti; no obstante Luis Ángel decidió componerle canciones inéditas y hasta le produjo un álbum, ya que quería que ya no grabara más sus éxitos de baladas.
Además Jerry Rivera, Paquito Guzmán, Frankie Ruiz, entre otros fueron demás cantantes que cantaron sus temas.

## Su vida con Ednita Nazario
En el año 1988 Luis Ángel contrae nupcias con la famosa intérprete puertorriqueña Ednita
Nazario, con la cual comparte cuatro años de su vida, escribiéndole varias composiciones con
las que la cantante boricua alcanza los primeros lugares de popularidad a nivel internacional;
composiciones como “Lo Que Son Las Cosas”, “Como Antes”. “Quiero Que Me Hagas El Amor”, “Tú Sabes Bien” entre muchas otras.
En ese mismo año nace del fruto de su relación su hija Carolina.
Luis Ángel fue nominado para el prestigioso premio “Grammy” como “Mejor Compositor del Año” en 1989, y
de igual forma en ese mismo año para el galardón “Lo Nuestro”, otorgado por la renombrada
revista de espectáculos Billboard. Ha sido merecedor de discos de Oro y Platino por las ventas
internacionales de sus canciones. Ha ganado en cuatro ocasiones el “Ascap Awards” premio que
otorga la sociedad de Autores y Compositores de los Estados Unidos, a las canciones más
exitosas de cada año.
En 1993, el argentino se divorcia de  la puertorriqueña, no obstante ambos siguieron manteniendo una buena amistad, además hubo un concierto dónde ambos y su hija cantaron el tema “Lo Que Son Las Cosas".

## Otros trabajos
El potencial de su talento condujo a que composiciones como “Lluvia”, “Mi Vida Eres Tu”, “Que
Haré Sin Ti”, “Anímate”, fueran utilizadas como temas musicales de populares Telenovelas y
Mini Serie Latino Americanas, “La Guajirita”, “Cristal”, “La Traidora” y “Clase del 90”.
En el año 1992 Luis Ángel es invitado a compartir un maravilloso proyecto mexicano. “México
Voz y Sentimiento”, en honor a la visita a ese país, de su Santidad Juan Pablo II. Junto a
grandes intérpretes como Vicente Fernández, Ana Gabriel, Angélica María entre otros, Luis
Ángel interpretó la conocida composición “Un Viejo Amor”. Exitosa joya musical, y logran así
sobrepasar las ventas de cuatro millones de copias. En el mismo año Luis Ángel es llamado
para participar en el álbum “Goya” junto a los cantantes Plácido Domingo, Gloria Estefan, Yuri
y Yolandita Monge producido por Phil Ramone. En 1995 MGM United Artist Motion Picture,
seleccionó su composición “Tu Me Haces Falta” en la voz de Eddie Santiago, para la película
“It’s My Party” con los actores Eric Roberts, George Segal, Olivia Newton-John y Marlee Matlin
entre otros, dirigida por Randal Kleiser. Su Música y sus Letras, lo han llevado a concebir
maravillosos trabajos, los cuales conforman su discografía.

## Proyectos especiales
GOYA 1992 con Plácido Domingo, Gloria Estefan, Yuri y Yolandita Monje.
México Voz y Sentimiento Producción especial para su Santidad Juan Pablo II en su visita a México. Intérpretes, Vicente Fernández, Angélica María, Ana Gabriel, Luis Ángel entre otros.
“Historias de una Vida” Grandes Éxitos, su producción, nos lleva a recorrer diferentes épocas, vivencias y recuerdos. “Estos temas tienen un sonido muy actual y fresco”, nos comenta el creador de “Lluvia”, quién nos deleita en una pincelada, con sus más grandes éxitos logrados a través de su carrera artística. Impecable los arreglos musicales a cargo de Dany Vilá, excelente producción dirigida por Luis Ángel y Gustavo de León. Un artista que no pierde actualidad, y siempre nos abraza con sus historias de una vida que alimentan el espíritu y el alma.
En el 2010 Luis Ángel se une a la talentosa intérprete argentina “Valeria Lynch” e interpretan un dueto con la canción “Mágica Luna” composición de la autoría de su amigo personal y productor de algunos de sus discos Horacio Lanzi, esta canción se cuela en el primer lugar en el mercado de Argentina, y se espera que ocurra lo mismo en los mercados internacionales dada la gran aceptación que tienen estos dos grandes intérpretes.
En el 2011 sale al mercado del cine una producción Uruguaya/Argentina en dónde la canción “Mi Vida Eres Tu” de la autoría de Luis Ángel y Rudy La Scala, fue elegida para el film titulado “Miss Tacuarembó” de exposición Internacional.
Luis Ángel se une al Grupo "La Apuesta" en 2016 para hacer dueto con esta famosa agrupación de su Composición titulada. "Pero Tú No Estás", que originalmente la grabó Luis Ángel en su primer trabajo musical en 1980 para la empresa Melody de México convirtiéndose en un gran éxito a nivel internacional. Y hoy nuevamente vuelve a ser un gran éxito en las voces de Juan Casaos y Luis Ángel. También cuenta con un videoclip.

## Nuevo disco en 2020
Luis Ángel  Festeja sus 40 años de carrera artística con el lanzamiento de su nueva producción  con un Disco Sinfónico, en donde presenta sus más grandes éxitos acompañado magistralmente por la Orquesta Sinfónica de Loja, en Ecuador.
Un ambicioso proyecto que incluye grandes éxitos como, Lluvia, Un amor que termina así, Viento, No hieras mi vida, El Loco, entre otros grandes temas, los cuales son maravillosamente interpretados con el sello vocal de Luis Ángel.
Así mismo este año, Luis Ángel presenta el relanzamiento del tema Hoy, así como el lanzamiento de sus nuevos sencillos Mi vida eres tú y Lo que son las cosas.
Luis Ángel estará de nuevo en acción muy pronto con la gira de conciertos en Latinoamérica y Estados Unidos.

## Vida privada
Luis Ángel reside en su casa de Los Ángeles, California,
junto a su esposa la modelo y actriz Roberta Renaud y los hijos de ambos, los pequeños Dylan
Luis y Evangelina Márquez.

## Discografía
Luis Angel Sinfonico (2020)
Nuevo Sencillo 2020
1.-Relanzamiento del tema Hoy.

### Historias de Una Vida (2006)
1. Amar a Muerte
2. Lluvia
3. Tú Me Quemas
4. Los Días Pensando En Ti
5. Pero Tú No Estás
6. Así Es Ella
7. Un Amor Que Termina Así
8. Fantasía Herida
9. Flor Dormida
10. La Única
11. Decir Amigo (Bonus Track)

### Yo te amo  (1998)
1. No hago otra cosa que pensar en ti 4:29
2. Yo te amo                          3:28
3. Te deje escapar                    3:41
4. El remedio total                   4:11
5. Que Cuba cante                     3:46
6. La gringa                          3:26
7. Con un ramo de palabras            4:18
8. Mira como vivo                     3:08
9. No puedo estar sin ti              4:25
10. Labios rojos                       4:14

### Mirando hacia el sur (1994)
1. Como tú
2. Así es ella
3. Mirando hacia el sur
4. Porque te amo
5. 24 horas
6. Anímate
7. Buena fortuna
8. Eras para siempre
9. Y ya no aguanto más
10. Quisiera tener alas

### Del corazón del hombre (1991)
1. Un amor que termina así 6:25
2. El loco
3. Pienso solo en ti
4. Necesito
5. Irresistible
6. El saco del amor
7. Contigo mi amor
8. Dime quién es
9. Lluvia
10. Qué le voy a hacer

### Señales de vida (1990)
1. Flor dormida 4:08
2. Fantasía herida
3. De vuelta en la trampa
4. Si volviera a nacer
5. Amarte a ti
6. Manos de seda
7. Hemos
8. El tren se nos va
9. Que puedo hacer yo
10. Me guardo el corazón

### Dame tu amor (1988)
1. Give me your love (Dame tu amor)
2. La única 4:29
3. Frágil de papel
4. Los días pensando en ti
5. Magical girl (Te amare mujer mágica)
6. La dama de rojo
7. Bingo
8. Si faltas, me matas
9. María latina

### Amar a muerte (1986)
1. Nadie mejor que tú 3:29
2. Amor tan mío
3. Todo empezó 3:49
4. Amor de cada día
5. Por haberte amado tanto
6. Tú me quemas 4:48
7. Amar a muerte
8. Pensando todo el día en ti
9. Dicen que dicen/Un amor como el mío

### Luis Ángel 10 Éxitos (1984)
1. Llorarás
2. Larga distancia
3. Viento
4. Dime donde
5. Súbete a una estrella
6. Lluvia
7. Bella y cruel
8. No hieras mi vida
9. Devuélveme
10. Pero tu no estás

### Estados de Ánimo (1983)
1. Querido amor
2. Larga distancia
3. Solo pienso en ti
4. Amantes
5. Volvere
6. Perdoneme señora
7. Nieve de amor
8. Bella y cruel
9. Magia
10. Vistete

### Yo mismo (1982)
1. Lluvia 3:59
2. Subete a una estrella
3. No hieras mi vida 4:09
4. Sin ti
5. Y es que llegaste tú
6. Devuelveme
7. Viento 4:04
8. Díme dónde
9. Un día más
10. La noche de los platos voladores

### Luis Ángel (1980)
1. Llorarás 3:23
2. La niña sueña 2:41
3. Por tu amor sería capaz de todo 3:33
4. Pero tú no estás 2:51
5. Quiero amarte un poco más 3:15
6. Te propongo 3:59
7. Como quisiera decirte 3:32
8. Este grande y loco amor 3:13
9. Quien será, será 3:32
10. Provinciana 2:33

- Datos: Q5984631